# Felis silvestris ocreata
Felis silvestris ocreata es una subespecie de  mamíferos carnívoros  de la familia Felidae.

## Distribución geográfica
Se encuentra en Etiopía.